# Straffheit (Differentialgeometrie)
Straffheit ist ein Begriff aus dem mathematischen Teilgebiet der Differentialgeometrie, insbesondere der zweidimensionalen Flächentheorie. Eine zweidimensionale, kompakte, orientierbare Fläche ohne Rand nennt man straff, wenn das Integral ihrer absoluten Gauß-Krümmung so klein wie möglich ist.

## Einführung und Definition

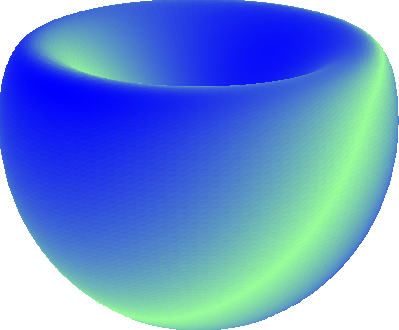
Die Kugel mit „Delle“ hat positive und negative Krümmung.

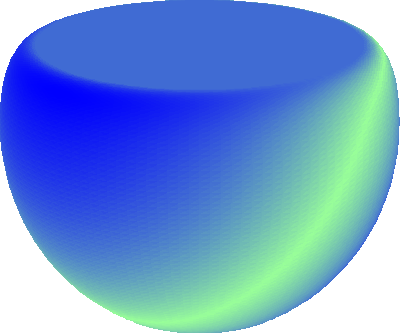
Die konvexe Hülle der Kugel mit „Delle“ hat einen flachen Bereich, wo die Krümmung verschwindet.

Es sei {\displaystyle M\subset \mathbb {R} ^{3}} eine zweidimensionale, kompakte, orientierbare Fläche ohne Rand und {\displaystyle K\colon M\rightarrow \mathbb {R} } bezeichne die Gauß-Krümmung. Nach dem Satz von Gauß-Bonnet ist das Flächenintegral von {\displaystyle K} über {\displaystyle M} gleich dem {\displaystyle 2\pi }-Fachen der Euler-Charakteristik, das heißt
{\displaystyle \int _{M}K\,\mathrm {d} A=2\pi \cdot \chi (M)}.
Man setze {\displaystyle M_{+}:=\{x\in M\mid K(x)>0\}} und {\displaystyle M_{-}:=M\setminus M_{+}}. Weiter sei {\displaystyle {\tilde {M}}} die Oberfläche der konvexen Hülle von {\displaystyle M} und {\displaystyle {\tilde {K}}} die Gauß-Krümmung auf {\displaystyle {\tilde {M}}}, die fast überall definiert und {\displaystyle \geq 0} ist. Dann ist
{\displaystyle \int _{\tilde {M}}{\tilde {K}}\,\mathrm {d} A=2\pi \cdot 2=4\pi }
und {\displaystyle {\tilde {K}}} muss auf {\displaystyle {\tilde {M}}\setminus M_{+}} verschwinden (hier werden einige Details übergangen, da die konvexe Hülle nur schwache Differenzierbarkeitseigenschaften hat). Daher ist
{\displaystyle \int _{M_{+}}K\,\mathrm {d} A\geq \int _{M_{+}\cap {\tilde {M}}}K\,\mathrm {d} A=\int _{\tilde {M}}{\tilde {K}}\,\mathrm {d} A=4\pi }
und die einfache Rechnung
{\displaystyle {\begin{aligned}\int _{M}|K|\,\mathrm {d} A&=\int _{M_{+}}K\,\mathrm {d} A-\int _{M_{-}}K\,\mathrm {d} A\\&=2\cdot \int _{M_{+}}K\,\mathrm {d} A-\left(\int _{M_{+}}K\,\mathrm {d} A+\int _{M_{-}}K\,\mathrm {d} A\right)\\&=2\cdot \int _{M_{+}}K\,\mathrm {d} A-\int _{M}K\,\mathrm {d} A\\&\geq 2\cdot 4\pi -2\pi \cdot \chi (M)\\&=2\pi \cdot (4-\chi (M))\end{aligned}}}
ergibt eine untere Schranke für das Integral der absoluten Krümmung {\displaystyle |K|} über {\displaystyle M}.
Man nennt eine zweidimensionale, kompakte, orientierbare Fläche {\displaystyle M\subset \mathbb {R} ^{3}} ohne Rand straff, wenn diese untere Schranke angenommen wird, das heißt, wenn
{\displaystyle \int _{M}|K|\,\mathrm {d} A=2\pi \cdot (4-\chi (M))}.

## Äquivalente Charakterisierungen
Für eine zweidimensionale, kompakte, orientierbare Fläche {\displaystyle M\subset \mathbb {R} ^{3}} ohne Rand sind folgende Aussagen äquivalent:

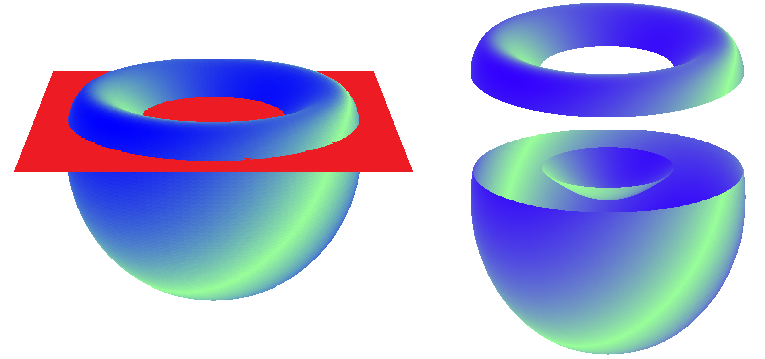
Die rote Ebene zerlegt die Oberfläche der eingedellten Kugel in drei Teile, den Wulst oberhalb und die zwei schalenförmigen Teile unterhalb. Diese Fläche ist also nicht straff.

- {\displaystyle M} ist straff, das heißt {\displaystyle \int _{M}|K|\,\mathrm {d} A=2\pi \cdot (4-\chi (M))}.
- {\displaystyle \int _{M_{+}}K\,\mathrm {d} A=4\pi }
- Jede Ebene {\displaystyle E\subset \mathbb {R} ^{3}} zerlegt {\displaystyle M} in höchstens zwei Zusammenhangskomponenten, das heißt, sind {\displaystyle H_{1}} und {\displaystyle H_{2}} die beiden offenen Halbräume mit {\displaystyle M\setminus E=H_{1}\cup H_{2}}, so ist {\displaystyle M\cap H_{i}} für jedes {\displaystyle i\in \{1,2\}} leer oder zusammenhängend.

Die dritte Eigenschaft nennt man die Zwei-Stück-Eigenschaft oder kurz TPP, nach der englischen Bezeichnung two-piece-property. Diese äquivalente Eigenschaft verwendet keine differentialgeometrischen Begriffe und erlaubt daher eine Verallgemeinerung der Straffheit auf allgemeinere Flächen. Offenbar hat die Oberfläche jeder konvexen Menge die TPP. Man kann Straffheit daher als Verallgemeinerung der Konvexität ansehen.

## Beispiele
Die Kugeloberfläche mit Radius {\displaystyle r} hat bekanntlich konstante Gauß-Krümmung {\displaystyle {\tfrac {1}{r^{2}}}} und Euler-Charakteristik 2. Daher ist
{\displaystyle \int _{M}|K|\,\mathrm {d} A=\int _{M}{\frac {1}{r^{2}}}\,\mathrm {d} A={\frac {1}{r^{2}}}\cdot 4\pi r^{2}=4\pi =2\pi \cdot 2=2\pi \cdot (4-\chi (M))}.
Die Kugeloberfläche ist daher straff. Das ist viel einfacher mittels der TPP zu sehen, da die Kugel konvex ist, denn offenbar hat jede konvexe Oberfläche die TPP.
Die Torusoberfläche mit Radien {\displaystyle R} und {\displaystyle r}, die durch
{\displaystyle F\colon [0,2\pi ]^{2}\rightarrow \mathbb {R} ^{3},\quad (\theta ,\varphi )\mapsto {\begin{pmatrix}(R+r\cos(\theta ))\cos(\varphi )\\(R+r\cos(\theta ))\sin(\varphi )\\r\sin(\varphi ))\end{pmatrix}}}
parametrisiert ist, hat an der Stelle {\displaystyle F(\theta ,\varphi )} die Krümmung
{\displaystyle K(F(\theta ,\varphi ))={\frac {\cos(\theta )}{r(R+r\cos(\theta ))}}}

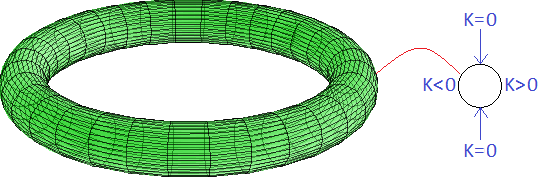
Nach außen ist die Krümmung des Torus positiv, nach innen hin negativ.

und die Euler-Charakteristik der Torusoberfläche ist 0. Dann rechnet man
{\displaystyle \int _{M}|K|\,\mathrm {d} A=\int _{0}^{2\pi }\int _{0}^{2\pi }{\frac {|{\cos(\theta )}|}{r(R+r\cos(\theta ))}}\cdot {\sqrt {g(\theta ,\varphi )}}\,\mathrm {d} \theta \mathrm {d} \varphi }
mit   {\displaystyle g(\theta ,\varphi )=\mathrm {det} ((DF)^{T}\cdot DF)(\theta ,\varphi )=r^{2}(R+r\cos(\theta ))^{2}}
{\displaystyle {\begin{aligned}\qquad \qquad \;&=\int _{0}^{2\pi }\int _{0}^{2\pi }{\frac {|{\cos(\theta )}|}{r(R+r\cos(\theta ))}}\cdot r(R+r\cos(\theta ))\,\mathrm {d} \theta \mathrm {d} \varphi =\int _{0}^{2\pi }\int _{0}^{2\pi }|{\cos(\theta )}|\,\mathrm {d} \theta \mathrm {d} \varphi \\&=2\pi \cdot \int _{0}^{2\pi }|{\cos(\theta )}|\,\mathrm {d} \theta =2\pi \cdot 4=2\pi \cdot (4-\chi (M)).\end{aligned}}}
Daher ist die Torusoberfläche ein Beispiel für eine nicht-konvexe straffe Fläche.
Es gibt zu jedem Geschlecht zweidimensionale, kompakte, orientierbare, randlose Flächen {\displaystyle M\subset \mathbb {R} ^{3}}, die straff sind.

## Straffe Immersionen
Es sei {\displaystyle f\colon M\rightarrow \mathbb {R} ^{3}} eine Immersion einer differenzierbaren, zweidimensionalen, orientierbaren Mannigfaltigkeit {\displaystyle M} in den dreidimensionalen euklidischen Raum. Für {\displaystyle x\in M} sei {\displaystyle \nu _{f}(x)\in \mathbb {R} ^{3}} ein Einheitsvektor, der senkrecht zur Tangentialebene in {\displaystyle f(x)} ist, sodass {\displaystyle x\mapsto \nu _{f}(x)} stetig ist (dazu benötigt man die Orientierbarkeit). Die Gauß-Krümmung {\displaystyle K_{f}(x)} ist als die Determinante der Jacobi-Matrix der Abbildung {\displaystyle \nu _{f}\colon M\rightarrow S^{2}} definiert. Dann kann man ganz ähnliche Überlegungen wie oben anstellen und nennt {\displaystyle f} straff, wenn
{\displaystyle \int _{M}|K_{f}|\,\mathrm {d} A=2\pi \cdot (4-\chi (M))}.
Die oben definierte Straffheit einer Fläche {\displaystyle M\subset \mathbb {R} ^{3}} bedeutet die Straffheit der Immersion {\displaystyle \mathrm {id} _{M}\colon M\rightarrow M\subset R^{3}}. Natürlich gibt es auch andere Immersionen, die straff sind, etwa die Einschränkung der linearen Abbildung {\displaystyle \mathbb {R} ^{3}\rightarrow \mathbb {R} ^{3},\,(x,y,z)\mapsto (ax,by,cz)} mit reellen Konstanten {\displaystyle a,b,c>0} auf {\displaystyle S^{2}}, die offenbar eine Immersion der Kugeloberfläche auf ein Ellipsoid im {\displaystyle \mathbb {R} ^{3}} ist. Diese Immersion ist ebenfalls straff. Dagegen ist die Immersion {\displaystyle \mathrm {id} _{M}} der eingedellten Kugelfläche {\displaystyle M} nicht straff, ebenso wenig wie eine Immersion {\displaystyle S^{2}\rightarrow M\subset \mathbb {R} ^{3}}, die die Eindellung abbildet.
In diesem Zusammenhang gilt folgender Satz von Chern und Lashof: Jede straffe Immersion der Kugeloberfläche in den {\displaystyle \mathbb {R} ^{3}} bildet auf die Oberfläche einer konvexen Menge ab.
Im zitierten Lehrbuch „Tight and taut immersions of manifolds“ von T. E. Cecil und P. J. Ryan findet sich eine systematische Untersuchung straffer Immersionen und verwandter Begriffe. Dort werden weitere äquivalente Charakterisierungen mittels Eigenschaften der Abbildung {\displaystyle f\colon M\rightarrow \mathbb {R} ^{3}} sowie Verallgemeinerungen auf höhere Dimensionen behandelt, dabei spielt auch die TPP (Zwei-Stück-Eigenschaft) eine wichtige Rolle.